# Naucleopsis chiguila
Naucleopsis chiguila là một loài thực vật thuộc họ Moraceae. Đây là loài đặc hữu của Ecuador.